# Canon EOS 650D
Canon EOS 650D – cyfrowa lustrzanka jednoobiektywowa (DSLR) wyposażona w matrycę światłoczułą CMOS (APS-C) o rozdzielczości 18 megapikseli, wyprodukowana przez japońską firmę Canon. W Japonii znany jako Kiss X6i, w Ameryce jako Rebel T4i. Jest następcą modelu EOS 600D/Kiss X5/Rebel T3i. Premiera lustrzanki miała miejsce 8 czerwca 2012 roku – w sprzedaży od 15 czerwca 2012.

## Właściwości
650D to pierwsza lustrzanka typu DSLR wyposażona w ciągły autofokus w trybie video i podglądu live, nazwany przez Canona hybrydowym AF. Ta funkcja, przeznaczona głównie do nagrywania wideo, realizowana jest poprzez nową technologię czujników, w której niektóre piksele są przeznaczone do autofokusa z detekcją fazy (tradycyjnie używanego w lustrzankach), a pozostałe do autofokusa z detekcją kontrastu (używanego w kamerach). Gdy obiekt znajduje się w centrum kadru, detekcja fazy używana jest do określenia jego aktualnej lokalizacji, a następnie detekcja kontrastu użyta jest do dokładnego dostrojenia ostrości.
650D jest również pierwszą lustrzanką DSLR, spośród wszystkich producentów, wyposażoną w ekran dotykowy, chociaż nie jest pierwszym aparatem z wymiennymi obiektywami wyposażonym w tę funkcję. Niemal wszystkie parametry i funkcje aparatu mogą być kontrolowane poprzez ekran dotykowy albo przyciski i pokrętła.
System autofokusa wykorzystywany do fotografowania poprzez celownik optyczny jest odziedziczony po modelu EOS 60D. Wszystkie 9 punktów jest typu krzyżowego, w przeciwieństwie do centralnego punktu w modelu 600D. Centralny punkt jest także podwójnie krzyżowy.
Model EOS 650D ma wbudowane dwa nowe tryby fotografowania zaprojektowane dla niedoświadczonych fotografów: tryb HDR z kontrolą tylnego oświetlenia oraz tryb "scena nocna z ręki". Tryb "scena nocna z ręki" redukuje ryzyko rozmycia podczas fotografowania w nocy bez użycia statywu, podczas gdy tryb HDR z kontrolą tylnego oświetlenia używa opatentowanego przez Canona systemu multishot do połączenia trzech zdjęć w jedno, wyrównując ekspozycję zarówno pierwszego planu, jak i tła.

## Ulepszenia w porównaniu z modelem Canon EOS 600D
- 1.61x większa pojemność baterii
- urządzenie jest chronione specjalnymi uszczelkami, które zapobiegają awariom spowodowanymi przez pogodę
- 6% szybsze ujęcia przy najwyższej rozdzielczości z autofokusem w formacie JPEG. Duża szybkość zdjęć seryjnych jest pomocna podczas rejestrowania szybkiej akcji
- 20% szybsza synchronizacja błysku lampy. Synchronizacja błysku lampy jest definiowana jako zbiegnięcie się w czasie wyzwolenia błysku lampy wraz z otwarciem migawki dopuszczającej światło do matrycy
- autofokus z detekcją fazową jest dużo szybszy niż autofokus z detekcją kontrastu[6]

## Funkcje
- autofokus przez hybrydową matrycę CMOS (wykrywanie twarzy i śledzenie AF, FlexiZone-Multi, FlexiZone-Single), AF z wykrywaniem fazy (tryb szybki)
- wyjście wideo HDMI mini
- wyjście wideo (PAL/NTSC) zintegrowane ze złączem USB
- mikrofon zewnętrzny (mini jack 3,5 mm stereo)
- funkcja drukowania bezpośredniego
- karta SD, SDHC lub SDXC (UHS-I)
- wbudowany system czyszczenia matrycy EOS
- przestrzeń kolorów sRGB i Adobe RGB
- oprogramowanie do zarządzania baterią[7]